# Miguel Hidalgo, El Mante
Miguel Hidalgo är en ort i Mexiko.   Den ligger i kommunen El Mante och delstaten Tamaulipas, i den centrala delen av landet, 400 km norr om huvudstaden Mexico City. Miguel Hidalgo ligger 84 meter över havet och antalet invånare är 145.
Terrängen runt Miguel Hidalgo är platt. Runt Miguel Hidalgo är det glesbefolkat, med 10 invånare per kvadratkilometer. Närmaste större samhälle är Ciudad Mante, 8,0 km norr om Miguel Hidalgo. Trakten runt Miguel Hidalgo består till största delen av jordbruksmark.